# Дедовица Ноуа (Мехединци)
Дедовица Ноуа (рум. Dedovița Nouă) насеље је у Румунији у округу Мехединци у општини Шимијан. Oпштина се налази на надморској висини од 90 m.

## Становништво
Према подацима из 2002. године у насељу је живело 402 становника, од којих су сви румунске националности.